# Auguste Mudry
Auguste Mudry (* 22. Juni 1913 in Bellentre, Département Savoie; † 6. Mai 1973 ebenda) war ein französischer Politiker der PCF. Von 1946 bis 1951 und von 1956 bis 1958 war er Abgeordneter der Nationalversammlung.

## Leben und Werdegang

### Frühes Leben
Mudry wuchs als Sohn von Kleinbauern aus den französischen Alpen auf und wurde nach dem Schulbesuch zunächst Hilfsarbeiter in einer Mine, bevor er in Aime in der Nähe seines Heimatortes Bellentre den Beruf des Elektroinstallateurs erlernte. 1934 trat er der kommunistischen Partei PCF bei und wurde drei Jahre später zum Vorsitzenden der lokalen Gruppe der Landschaft Tarentaise. Ebenfalls 1937 trat er erstmals auf nationaler Ebene in Erscheinung, als am landesweiten Kongress seiner Partei in Arles teilnahm. Sein innerparteilicher Aufstieg wurde 1938 mit dem Einzug in deren Führungsgremium für das Département Savoie fortgesetzt. Aufgrund einer parallelen Tätigkeit als Sekretär der Gewerkschaft Confédération générale du travail verlor er im Anschluss an einen landesweiten Streik am 30. November 1938 seinen Arbeitsplatz.

### Zweiter Weltkrieg
Wenige Wochen nach dem Beginn des Zweiten Weltkriegs wurde bei Mudry am 29. September 1939 eine Hausdurchsuchung durchgeführt. Er wurde vor ein Tribunal zitiert und dort wegen seiner Zugehörigkeit zur kommunistischen Partei und wegen ihm vorgeworfener defätistischer Propaganda angeklagt. Das Urteil vom 20. März 1940 sah eine einjährige Haftstrafe, eine Geldstrafe in Höhe von einhundert Francs sowie einen fünfjährigen Entzug der Bürgerrechte vor. Dagegen legte er Berufung ein und entging vorübergehend dem Gefängnis, ehe er am 20. Januar 1941 verhaftet wurde. Seine Haft verbrachte er in Chambéry und Barraux, bis er nach Saint-Sulpice-la-Pointe kam. Im Juni 1942 bemühten sich verschiedene Gruppierungen aus Mudrys Heimat um dessen Freilassung, die jedoch mit der Begründung verweigert wurde, dass dieser vor Gericht eine Beibehaltung seiner politischen Einstellungen angekündigt hatte. Als sich sein Sohn im März 1943 einer Operation unterziehen musste, nutzte er den genehmigten Besuch bei seinem Kind als Möglichkeit zur Flucht aus der Haft. Am 4. Mai desselben Jahres kam es allerdings zur erneuten Verhaftung und am 10. Juni wurde der Kommunist zu vier Monaten im Gefängnis verurteilt. Vier Tage später sollte er nach Deutschland deportiert werden, doch gelang ihm am Bahnhof Lyon-Brotteaux die erneute Flucht.
Bereits nach seiner ersten Flucht hatte er der Widerstandsbewegung gegen die deutsche Besatzung angehört, welcher er im Anschluss an sein zweites Entkommen ein weiteres Mal beitrat. Innerhalb der Partisanengruppe Maquis gelang ihm ein rascher Aufstieg, sodass er am 15. März 1944 zu deren Kommandanten für die Départements Savoie und Haute-Savoie ernannt wurde. Im selben Jahr erlebte er die Befreiung Frankreichs mit und wurde dabei vom Untergrundkämpfer zum offiziellen Soldaten. Am 1. November 1944 wurde er von seinen militärischen Pflichten entbunden. Für seine Verdienste im Widerstand wurde er zum Ritter der Ehrenlegion ernannt und zudem mit dem Croix de guerre sowie der Médaille de la Résistance ausgezeichnet.

### Laufbahn in politischen Ämtern
Als Vorsitzender der Kommunisten im Département Savoie nahm der damals 32-jährige Mudry am 2. Juni 1946 an den Wahlen zur zweiten verfassungsgebenden Nationalversammlung teil. Dabei stand er auf Position zwei der gemeinsamen Liste der politischen Linken im Département Savoie und schaffte den Einzug ins Parlament, da die Liste zwei Sitze gewann. Im November 1946 fanden die ersten regulären Wahlen statt, die Liste konnte sich auf einen Stimmenanteil von 46,1 Prozent verbessern und Mudry wurde entsprechend ohne Probleme wiedergewählt. Im Parlament gehörte er für ein Jahr der Kommission der nationale Verteidigung an und war zudem Mitglied der Kommission für die Industrieproduktion, der er die gesamte Legislaturperiode über erhalten blieb. Am 27. Dezember 1946 wurde er in die Haute Cour de justice gewählt, die über die mögliche Absetzung des Präsidenten zu entscheiden hatte. Nicht nur in der Pariser Nationalversammlung bemühte er sich um die Anliegen seiner Region, sondern auch vor Ort, weswegen er 1947 zum Bürgermeister seiner Heimatgemeinde Bellentre gewählt wurde. 1951 bemühte er sich bei den Parlamentswahlen um eine Verlängerung seines Mandats und besetzte Platz eins der kommunistischen Liste, doch erhielt diese bedingt durch eine Besonderheit des Wahlrechts trotz 31,8 Prozent Stimmenanteil keinen einzigen Sitz. Grund dafür war, dass eine andere Liste die absolute Stimmenmehrheit erreicht hatte und dadurch alle Sitze zugesprochen bekam.
Da er im selben Jahr aus dem Parlament ausgeschieden war, bewarb er sich 1951 um einen Sitz im Generalrat des Départements Savoie. Er schaffte den Einzug in das Gremium, in dem er bis 1970 vertreten war. Bei den Parlamentswahlen 1956 war er erneut Listenerster der Kommunisten. Wenngleich die Liste mit 26,7 Prozent deutliche Verluste erlitt, reichte es für seine Rückkehr in die Nationalversammlung, da keine andere Liste die absolute Mehrheit verbuchen konnte. In Paris gehörte er wie bereits zuvor der Kommission für die Industrieproduktion an und war zusätzlich in der Kommission für die französischen Überseegebiete tätig. 1958 stimmte er wie die anderen Mitglieder gegen die Ermächtigung von Charles de Gaulle, die letztlich zur Gründung der Fünften Republik führte. Bei den daraus resultierenden Parlamentswahlen im selben Jahr musste er in einem Wahlkreis antreten und scheiterte dort an der Wiederwahl. Mehrere weitere Versuche in den 1960er-Jahren blieben erfolglos. Im März 1973 verzichtete er auf eine weitere Kandidatur und starb am 6. Mai desselben Jahres im Alter von 59 Jahren. Bis zu seinem Tod war der dreifache Familienvater Bürgermeister seiner Heimatgemeinde Bellentre geblieben, womit er dieses Amt 26 Jahre lang ausgeführt hat.